# Vorum
Vorum ist eine finnische Death-Metal-Band aus Mariehamn, die im Jahr 2006 unter dem Namen Haudankaivaja gegründet wurde.

## Geschichte
Die Band wurde im Winter 2006 unter dem Namen Haudankaivaja gegründet und bestand aus Jonatan Johansson, Mikko Josefsson und Matti Jalava. Im Sommer 2007 folgte ein erstes Demo, das unter der Leitung von Jesper Josefsson, Bruder von Schlagzeuger Mikko, aufgenommen wurde, wobei es nie offiziell erschien. Es folgten die ersten Auftritte in Mariehamn, bis gegen Ende Februar 2008 sich die Band zu Panu Posti (Murdershock, GAF, Afgrund, Feastem) begab, um ein weiteres Demo aufzunehmen. Nach der Veröffentlichung des Demos änderte die Band ihren Namen in Vorum, da sich die Band laut Frontmann Johansson zu etwas Neuem weiterentwickelt habe. Durch das Demo erreichte die Band verstärkte Aufmerksamkeit, sodass es über Woodcut Records unter dem Namen Grim Death Awaits als EP wiederveröffentlicht wurde. Im Jahr 2010 folgte eine Split-Veröffentlichung zusammen mit Vasaeleth unter dem Namen Profane Limbs of Ruinous Death. Im Jahr 2013 erschien mit Poisoned Void das Debütalbum der Gruppe über Woodcut Records.

## Stil
Die Band spielt klassischen Death Metal, der in der Rhythmik variabel ist, wobei klangliche Einflüsse aus dem Black Metal hörbar sind. Als ihre Einflüsse gibt Johansson die Gruppen Morbid Angel, Necrovore, Kat, ältere Mayhem, Nihilist, Merciless, Bathory, Venom sowie Rockbands wie The Stooges an.

## Diskografie
als Haudankaivaja
- 2008: Demo 2008 (Demo, Eigenveröffentlichung)

als Vorum
- 2009: Grim Death Awaits (EP, Woodcut Records)
- 2010: Profane Limbs of Ruinous Death (Split mit Vasaeleth, Negative Existence Records)
- 2013: Poisoned Void (Album, Woodcut Records)